# Кудепста (річка)
Кудепста — річка в Хостинському районі міського округу Сочі Краснодарського краю Росії.
Довжина річки становить 23 км. Площа її водозбірного басейну налічує 85,4 км2.
Витік розташований на схилах хребта Єфрем. Протікає по Кудепстинському каньйону. Впадає в Чорне море.
Притоки:
- Псахо (ліва)